# Czerpadło pojemnikowe
Czerpadło pojemnikowe – czerpadło stosowane obecnie w pogłębiarkach. Ten rodzaj czerpadła był już znany ok. 1000 lat p.n.e.